# Dichrocephala
Dichrocephala är ett släkte av korgblommiga växter. Dichrocephala ingår i familjen korgblommiga växter.
Kladogram enligt Catalogue of Life:
| Dichrocephala | \| \| Dichrocephala benthamii \| \| \| \| \| \| Dichrocephala chrysanthemifolia \| \| \| \| \| \| Dichrocephala gossypina \| \| \| \| \| \| Dichrocephala integrifolia \| \| \| \| |
|               | \| \| Dichrocephala benthamii \| \| \| \| \| \| Dichrocephala chrysanthemifolia \| \| \| \| \| \| Dichrocephala gossypina \| \| \| \| \| \| Dichrocephala integrifolia \| \| \| \| |
|               | Dichrocephala benthamii |
|               | |
|               | Dichrocephala chrysanthemifolia |
|               | |
|               | Dichrocephala gossypina |
|               | |
|               | Dichrocephala integrifolia |
|               | |

## Bildgalleri

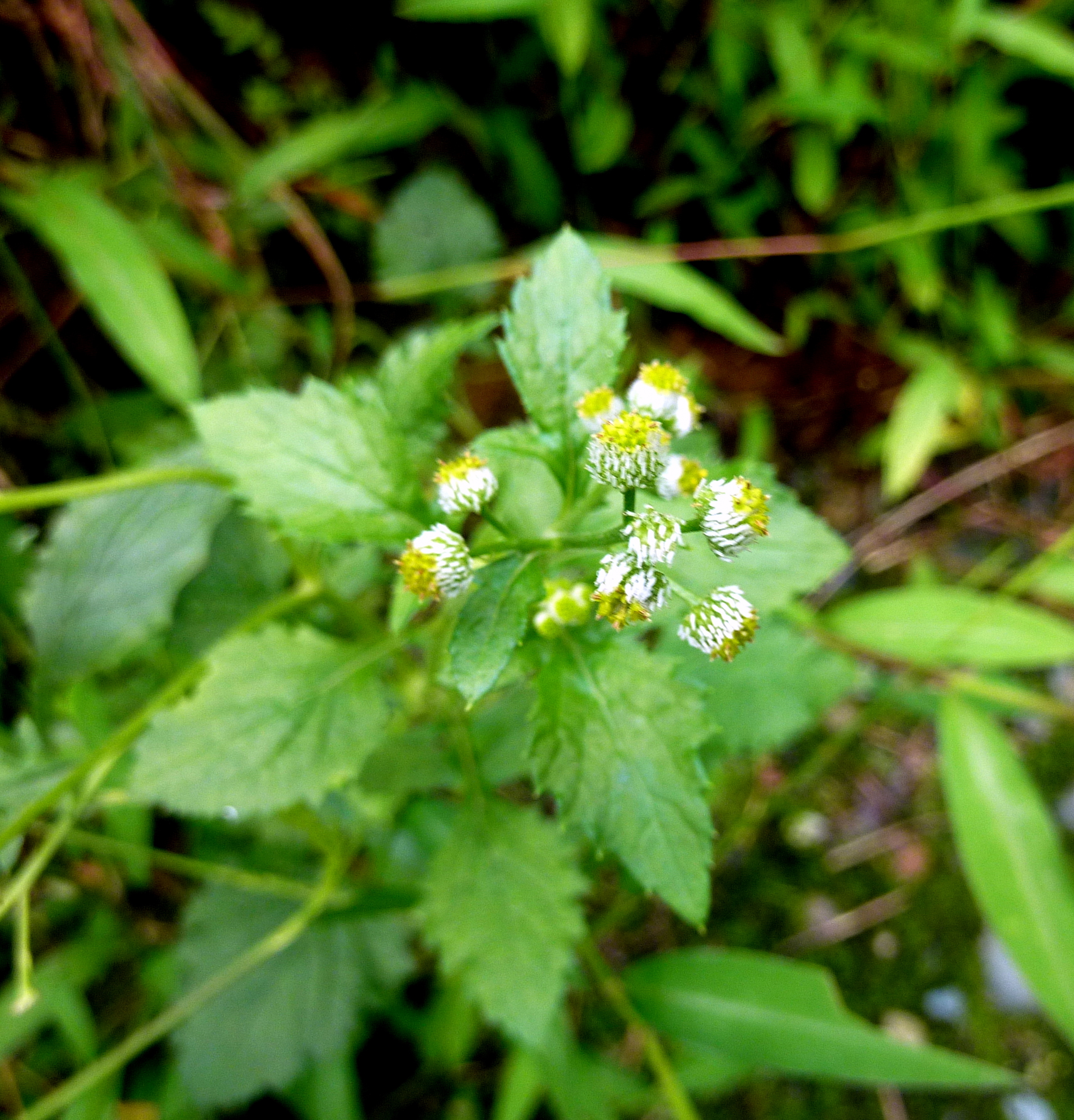
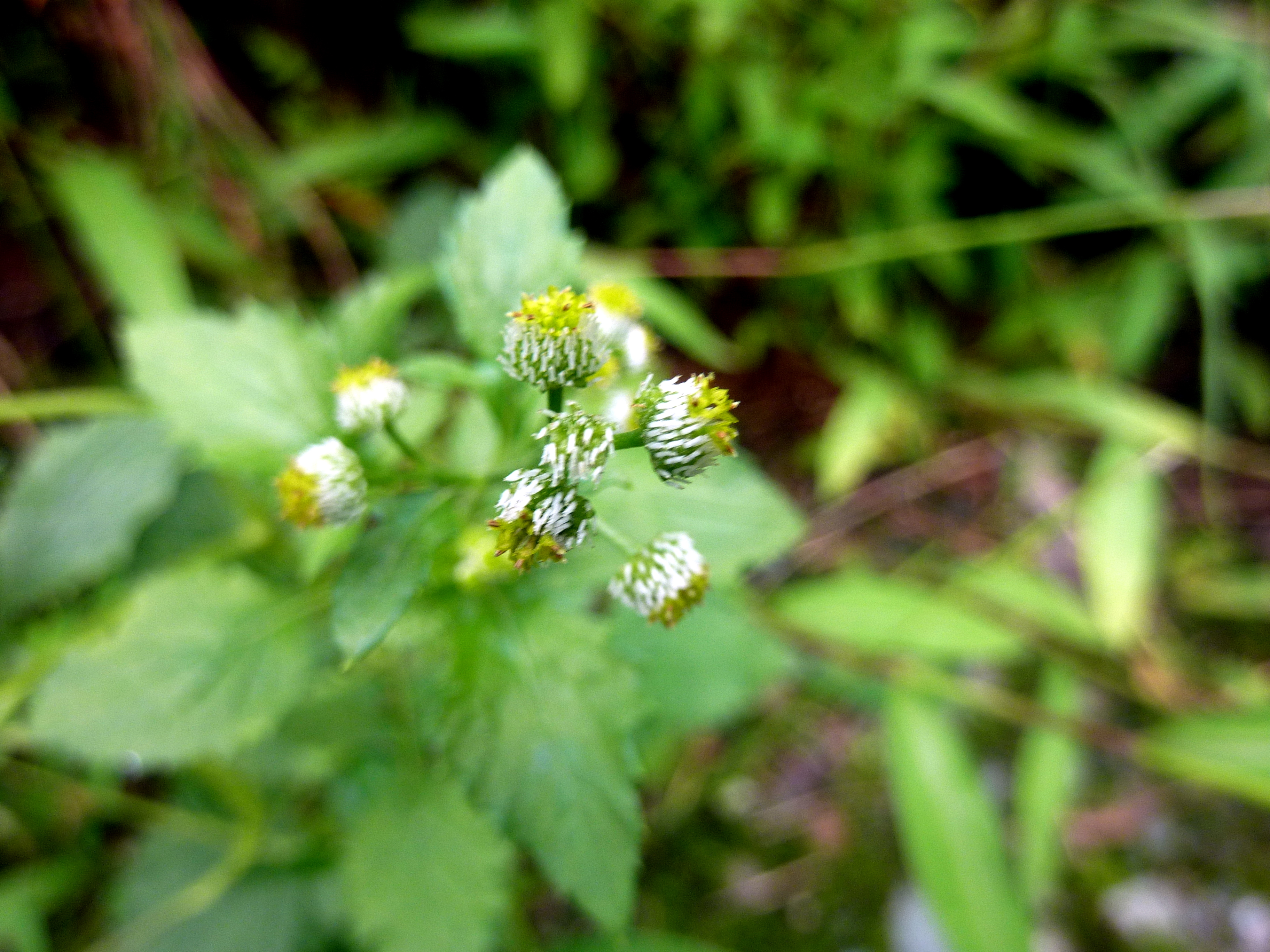